# Amour et Amitié
Pour le film adapté de l'œuvre, voir Love and Friendship.

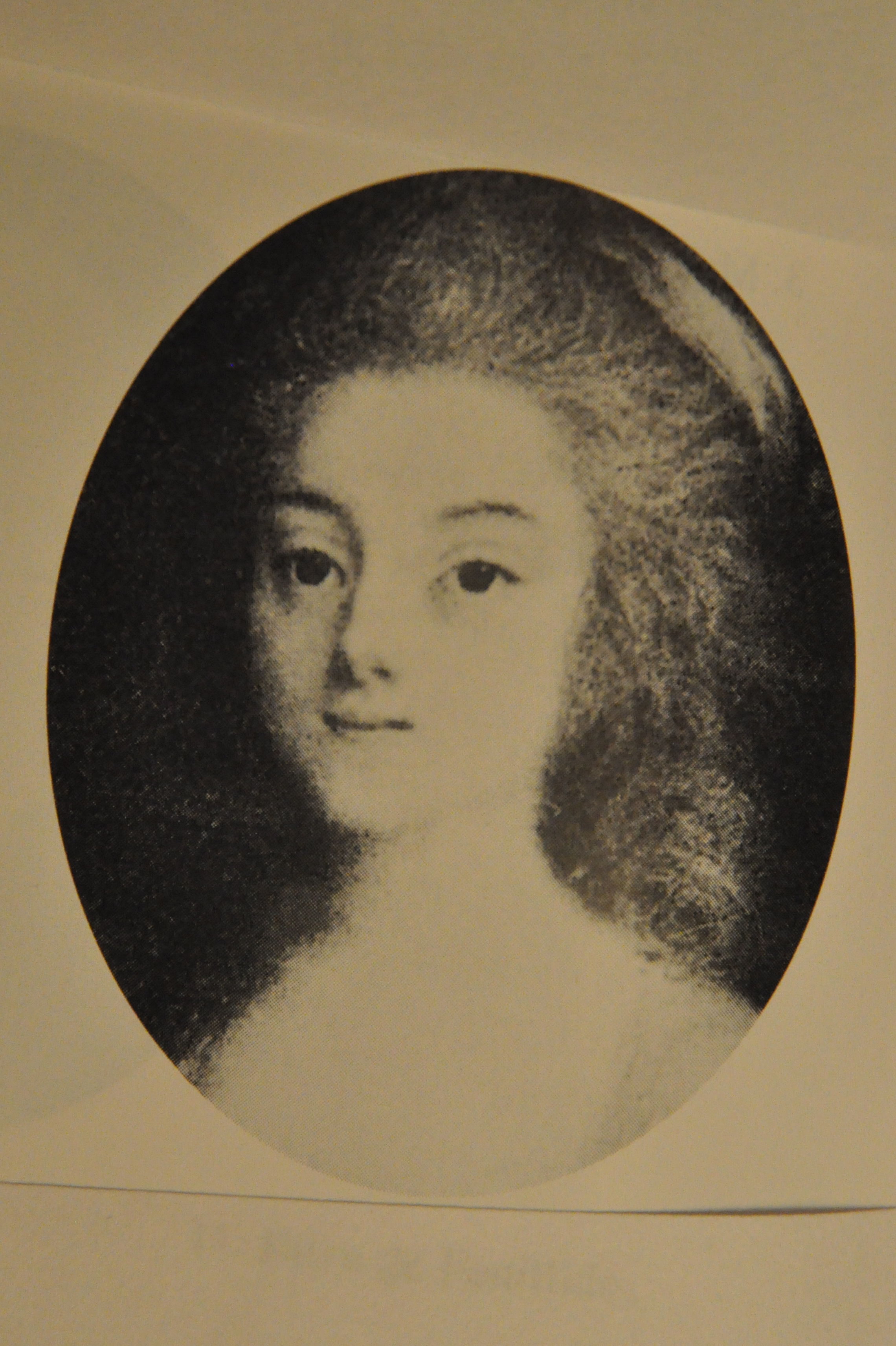
Portrait de la véritable comtesse de Feuillide, Eliza, « l'exotique cousine de Jane Austen ».

Amour et Amitié (Love and Friendship [sic]) est une œuvre écrite sous forme épistolaire et datée de 1790. Elle fait partie des Juvenilia, les œuvres de jeunesse de l'écrivain anglais Jane Austen.
L'œuvre est dédiée à la comtesse de Feuillide, qui en a peut-être inspiré le titre.

## Présentation
Écrit sous forme épistolaire (comme sa nouvelle Lady Susan, qu'elle écrivit plus tard et ne fut pas publiée),  en 1790, alors que Jane Austen avait quatorze ans, Love and Freindship (Amour et amitié) est, pense-t-on, l'un des contes qu'elle écrivit pour l'amusement de sa famille. Les différents épisodes, une série de lettres de l'héroïne, Laura, à Marianne, la fille de son amie Isabel, « la comtesse de Feullide », ont peut-être été créés pour être lus par Jane Austen à sa famille, lors des lectures familiales qui avaient lieu le soir dans la maison des Austen. 
Love and Freindship (et non Love and Friendship ; c'est là l'une des nombreuses fautes d'orthographe de l'histoire) est clairement une parodie des ouvrages romanesques que Jane Austen lisait dans son enfance. À lui seul, le sous-titre suffit à le prouver : Deceived in Freindship and Betrayed in Love (« Trompé(e) en amitié et trahi(e) en amour »), qui vient en quelque sorte contredire le titre. 
Dans la forme, l'histoire ressemble à un conte de fées, mettant en scène d'extraordinaires coïncidences et des retours de fortune, mais Jane Austen se montre décidée à brocarder les conventions des histoires romanesques, jusques et y compris dans l'échec complet des évanouissements romanesques, qui se terminent ici toujours mal pour les personnages féminins. 
Dans cette histoire apparaissent déjà l'humour aigu et le dédain de l'émotion romanesque dont Jane Austen fera preuve  dans les romans de sa maturité.

## Titre et dédicace
Love and Freindship est dédiée à « Madame la Comtesse de Feuillide » (sic), c'est-à-dire à Eliza Hancock, devenue comtesse de Feuillide par son mariage avec un aristocrate français. Eliza, cousine germaine de Jane Austen, est très présente dans plusieurs de ses œuvres. 
Dans une lettre à sa cousine Philadelphia Walter, Eliza de Feuillide précise d'ailleurs que le titre de l'ouvrage vient de l'inscription latine gravée au dos du portrait miniature accompagné d'une boucle de ses cheveux, qu'elle a offert à cette même Philadelphia, Amoris et Amicitiae. Henry Austen cependant, l'un des frères de Jane Austen, et lui-même très proche d'Eliza, soutient qu'il est lui-même à l'origine du titre, lorsqu'il écrit dans son essai du Loiterer la phrase : Let every girl who seeks for happiness conquer both her feelings and her passions. Let her avoid love and friendship (« Que chaque jeune fille en quête du bonheur conquière la maîtrise de ses sentiments comme de ses passions. Qu'elle évite l'amour et l'amitié »).